# Максим (префект Египта)
Максим (лат. Maximus) — римский политический деятель середины IV века.
Максим происходил из малоазиатского города Никея. С 355 года по 356 год он занимал должность префекта Египта. В его правление дукс Египта Сириан устроил погром александрийской церкви приверженцев Афанасия Великого. В ответ они отправили письмо Максиму с просьбой доложить императору о творящихся бесчинствах.